# Michael Cassidy
Michael Cassidy (Portland, 20 marzo 1983) è un attore statunitense.

## Biografia
Dopo essersi diplomato, Michael si trasferisce a New York per intraprendere la carriera d'attore. Dopo aver lavorato per 2 anni, si trasferisce a Los Angeles, dove fece il provino per Superman Returns. Non ottenne il ruolo, che andò poi a Brandon Routh. Nonostante tutto, il produttore del film, McG, propose a Michael il ruolo di Zach Stevens nella serie The O.C., dato che McG è produttore anche della serie, non gli fece il provino, avendo visto il talento del ragazzo. Michael appare poi in 19 episodi della serie.
Ottiene poi dei ruoli minori nei film Zoom e Dare, fino ad arrivare ad un'altra serie televisiva Hidden Palms, andata in onda nell'estate 2007 su The CW, ma che ottiene risultati di ascolto scarsi che non ne giustificano il proseguimento. Nel 2006 sposa Laura Eichhorn. Nel 2007 partecipa a 7 episodi della serie televisiva Smallville.

## Filmografia

### Cinema
- The Girl from Monday, regia di Hal Hartley (2005)
- Capitan Zoom - Accademia per supereroi (Zoom), regia di Peter Hewitt (2006)
- Argo, regia di Ben Affleck (2012)
- Parto con mamma (The Guilt Trip), regia di Anne Fletcher (2012)
- Night of the Living Deb, regia di Kyle Rankin (2014)
- Batman v Superman: Dawn of Justice, regia di Zack Snyder (2016)
- Un Natale inaspettato (Jingle Around the Clock), regia di Paul Ziller (2018)
- Army of the Dead, regia di Zack Snyder (2021)

### Televisione
- The O.C. – serie TV, 19 episodi (2004-2005)
- Hidden Palms – serie TV, 8 episodi (2007)
- Smallville – serie TV, 7 episodi (2007-2008)
- Privileged – serie TV, 15 episodi (2008-2009)
- Castle – serie TV, episodio 3x05 (2010)
- Are You There, Chelsea? – serie TV, episodio 1x01 (2012)
- Happy Endings – serie TV, episodio 2x10 (2012)
- Scandal – serie TV, episodio 1x03 (2012)
- Men at Work – serie TV, 30 episodi (2012-2014)
- Masters of Sex – serie TV, episodio 1x11 (2013)
- The Magicians - serie TV, 4 episodi (2015-2016)

## Doppiatori italiani
Nelle versioni in italiano delle opere in cui ha recitato, Michael Cassidy è stato doppiato da:
- Gabriele Sabatini in Smallville, Castle, Found
- Federico Di Pofi in The O.C., Ballard
- Marco Vivio in Capitan Zoom - Accademia per supereroi, Batman v Superman: Dawn of Justice
- Francesco Venditti in Hidden Palms, Resident Alien
- Alessandro Rigotti in Men at Work, Army of the Dead
- Ruggero Andreozzi in Scandal
- Massimo Triggiani in Dog Days
- Andrea Mete in Station 19